# 野根山街道
野根山街道（のねやまかいどう）は、高知県東部の奈半利町と東洋町を結んでいる尾根伝いの街道である。四国百名山に選定されているので、山としての核心部分である最高地点の装束山（標高1,083.0m）と野根山（標高983.5m）も記述する。

## 概要
野根山街道は奈良時代養老年間に整備された官道で、奈良と土佐国府を結ぶ街道「南海道」の一部である。高知県安芸郡奈半利町と東洋町野根を尾根伝いに結ぶ行程約36 km、高低差約1,000 m の街道で、古くは『土佐日記』の著者紀貫之の入国の道として、また、藩政時代には参勤交代の通行路として使用された。現在は「四国のみち」環境省ルートとして整備されている。
古代から利用されていたことから史跡が数多く存在している。一里塚は保存状態の良いものが5つ現存し、奈半利町には「送り番所」の跡地が残されている。また1092年（寛治6年）に最古の記述が残る「岩佐の清水」は、承久の乱で土佐国に配流された土御門上皇が、1222年（承久4年）に阿波国へ遷された際に喉を潤した逸話を持つ。その他に、旅人が一夜を凌ぐために利用し、1934年（昭和9年）の室戸台風で倒壊した高さ32mの「宿屋杉」も、根元部分が現存している。

## 四国のみち
尾根を伝っている道のため、林道と交わる箇所が少ないのもこの街道の魅力である。道中には史跡やその場所にまつわる民話の案内板が設置されている。
- 宿屋杉のみち [18.8km] 街道の西半分のコース。
  - 主な史跡
    1. 横町（高札場）
    2. 一里塚
    3. 米ヶ岡登山口
    4. 宿屋杉
    5. 装束山
    6. 岩佐関所

- 岩佐関所のみち [16.8km] 街道の東半分のコース。
  - 主な史跡
    1. 岩佐関所
    2. 地蔵峠
    3. 五里塚
    4. 一の門
    5. 四郎ヶ野峠
    6. 二本松
    7. 野根川橋